# 飛騨山脈

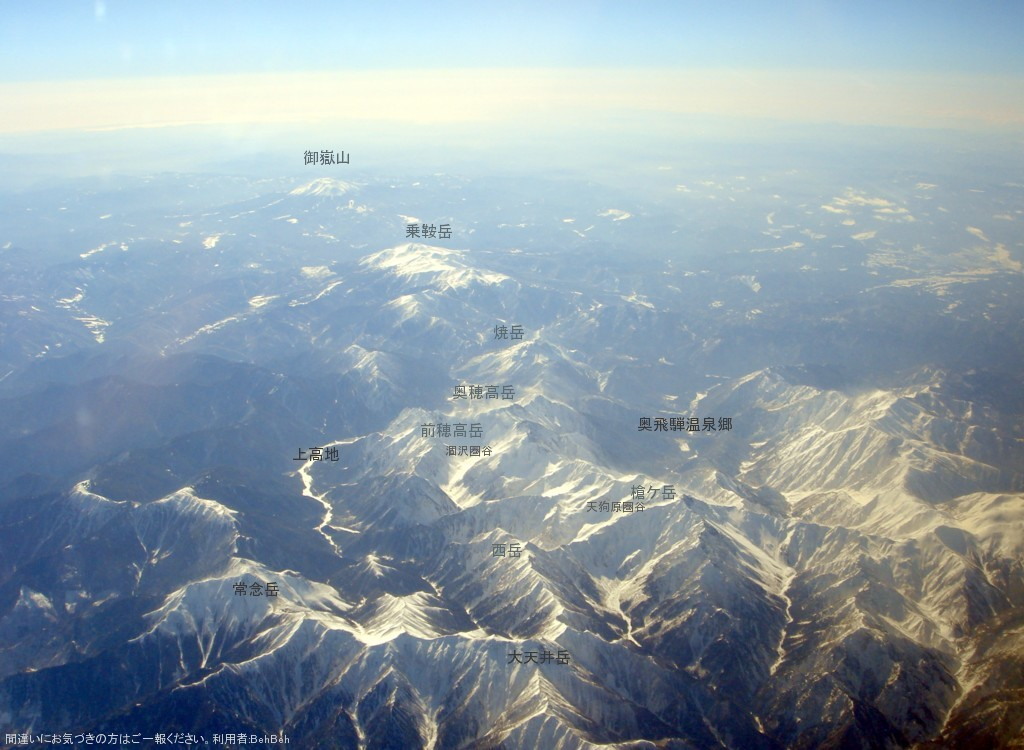
飛驒山脈南部鳥瞰写真。常念岳、大天井岳などの常念山脈があるため、上高地の奥側にある飛騨山脈主稜線上の穂高岳などは松本盆地からはほとんど見えない。

飛驒山脈（ひださんみゃく）は、富山県、新潟県、岐阜県、長野県に跨って連なる山脈である。通称では北アルプスの呼称で呼ばれている。木曽山脈（中央アルプス）、赤石山脈（南アルプス）と共に日本アルプスと呼ばれることもある。
山脈の主要部分は、中部山岳国立公園に指定されている。山脈の最高峰は、標高3,190mの奥穂高岳で、富士山と北岳に次いで日本で3番目に高い山である。

## 概要

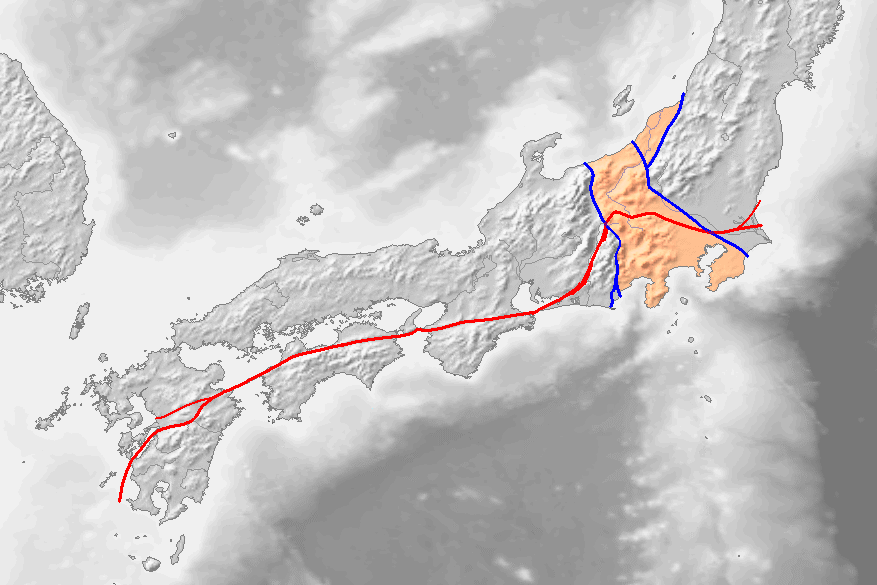
薄い赤がフォッサマグナの範囲、赤線は中央構造線

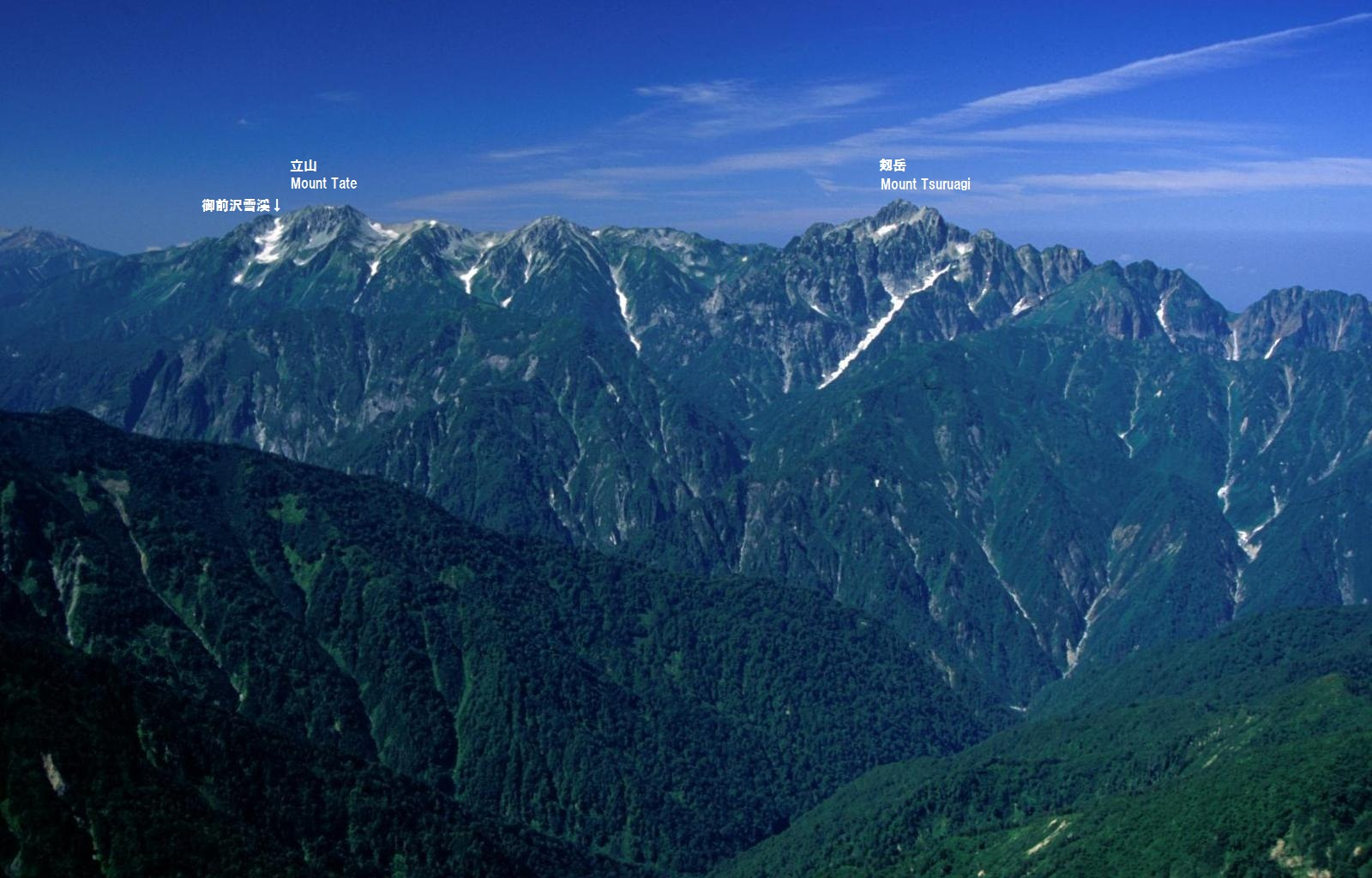
五竜岳から望む立山連峰の氷河群

飛驒山脈は、長野県、新潟県、富山県、岐阜県の4県に広がり、最高峰の奥穂高岳（標高3,190m）を筆頭に3000メートル級の山々が連なる山脈である。新生代第四紀に始まった隆起活動は火山のマグマ活動を伴って現在まで続いている。
南北をみると、北は親不知付近の海底から始まり、朝日岳から乗鞍岳まで約87.5kmにわたる。この間、東西は黒部川、高瀬川、梓川によって、西側から剱岳から五色ヶ原にかけての立山連峰、白馬岳から乗鞍岳にかけての後立山連峰〜裏銀座〜槍・穂高連峰、最も東に位置する常念山脈（常念山地）に分割される。
飛驒山脈（北アルプス）には400を超える多年性雪渓が確認されているが、冬季には20mの積雪、夏季には1日10cmもの融雪があり、流動測定が大変困難であることから日本には氷河は存在しないといわれていた。しかし、2012年4月、立山・剱岳の3つの多年性雪渓が氷河と認められ、その後もいくつかの多年性雪渓が氷河として認められている。
一帯は中部山岳国立公園に指定されており、登山者やスキーヤーなどの観光客も多く訪れる。明治維新以降、日本国内では学術・測量目的の登山が本格的に始まり、飛驒山脈（北アルプス）では1883年（明治16年）に北安曇郡長の窪田畔夫と仁科学校長の渡邊敏らが白馬岳に登頂している。大正初期には信濃鉄道の開通・延伸に伴い、夏山登山者が急増し、いわゆる大正登山ブームが起きた。また、明治末期から大正時代にかけて主要な山岳や要所に山小屋（営業小屋）の建設が進み、学術登山だけでなく学校集団登山も普及し実践されるようになった。昭和になり日中戦争・太平洋戦争期には登山者の姿は少なくなり、旅館の廃業や山小屋の荒廃などもあったが、終戦により登山者が戻りだし山小屋の再整備などが行われた。

## 地質学的見地
木曽山脈と赤石山脈は断層運動で形成された山脈であるのに対し、飛驒山脈は火山活動と断層運動の複合的な要因によって形成された山脈で、約270万年前から隆起を開始した。その過程は大きく二段階に分割でき、約270万年前～約150万年前の大規模珪長質マグマ形成期と、東西圧縮により急激に隆起し3000m級の山脈が形成された130万年前～現在である。
鮮新世における現在の飛驒山脈は日本海に突き出た本州の半島で、標高はそれほど高くなかった。この半島はジュラ紀の付加体や花崗岩などから構成される。
第一段階の270万年前～150万年前にかけて、当時伸長～中間応力場であった現在の飛驒山脈付近の地下に大規模な珪長質マグマ溜まりが形成された。このマグマ溜まりの浮力によりアイソスタティックに隆起し、標高1000m程度の高地を形成した。また、この火成活動に関連してカルデラ形成を伴う火砕流堆積物及び広域テフラが形成されており、総量にして約1300 km3 DREのマグマが火山噴火として噴出した。代表的なイベントとして約225万年前の谷口火砕流、約175万年前の丹生川火砕流，恵比寿峠火砕流、約165万年前の大峰火砕流などがある。
第一段階終了後、地殻変動の穏やかな期間を挟んで、約130万年前から第二段階の急激な隆起が開始した。この隆起は、マグマの熱によって地殻が脆性になったところに東西の水平圧縮応力が加わり、そこを力学的弱点として座屈変形した結果されている。水平圧縮応力の起源は日本海東縁変動帯（300万年前～）や、伊豆地塊の本州への衝突（約100万年前～）に関連する可能性がある。この第二段階では100万年前ごろをピークに急激な隆起が生じ、3000m級の山々が形成された。この第二段階の急激な隆起により、地下で固結した珪長質マグマの一部である約120万年前の滝谷花崗閃緑岩、約80万年前の黒部川花崗岩などが地表に露出している。これらの花崗岩の年代は世界で最も新しい。また、第一段階で形成されたカルデラが座屈変形により東側に傾動し、カルデラ西側の構造が浸食により失われている。第二段階でも約60万年前に上宝火砕流、約35万年前に奥飛騨火砕流などの大規模火砕流や、焼岳、立山などの火山活動が現在完了進行形で存在しているが、噴出したマグマの総量は300 km3 DRE程度で、第一段階ほどの量ではない。これは水平圧縮応力によってマグマの地殻内上昇が妨げられていることが原因とされる。
飛驒山脈は南北方向の開析や、崩壊地形が発達している。これは、隆起速度が速いため浸食されやすいこと、花崗岩が断層運動により破砕し真砂化して崩れやすくなっていること、60万年前以降の氷期に氷食作用を反復して受けたなどが原因とされている。

## 植生

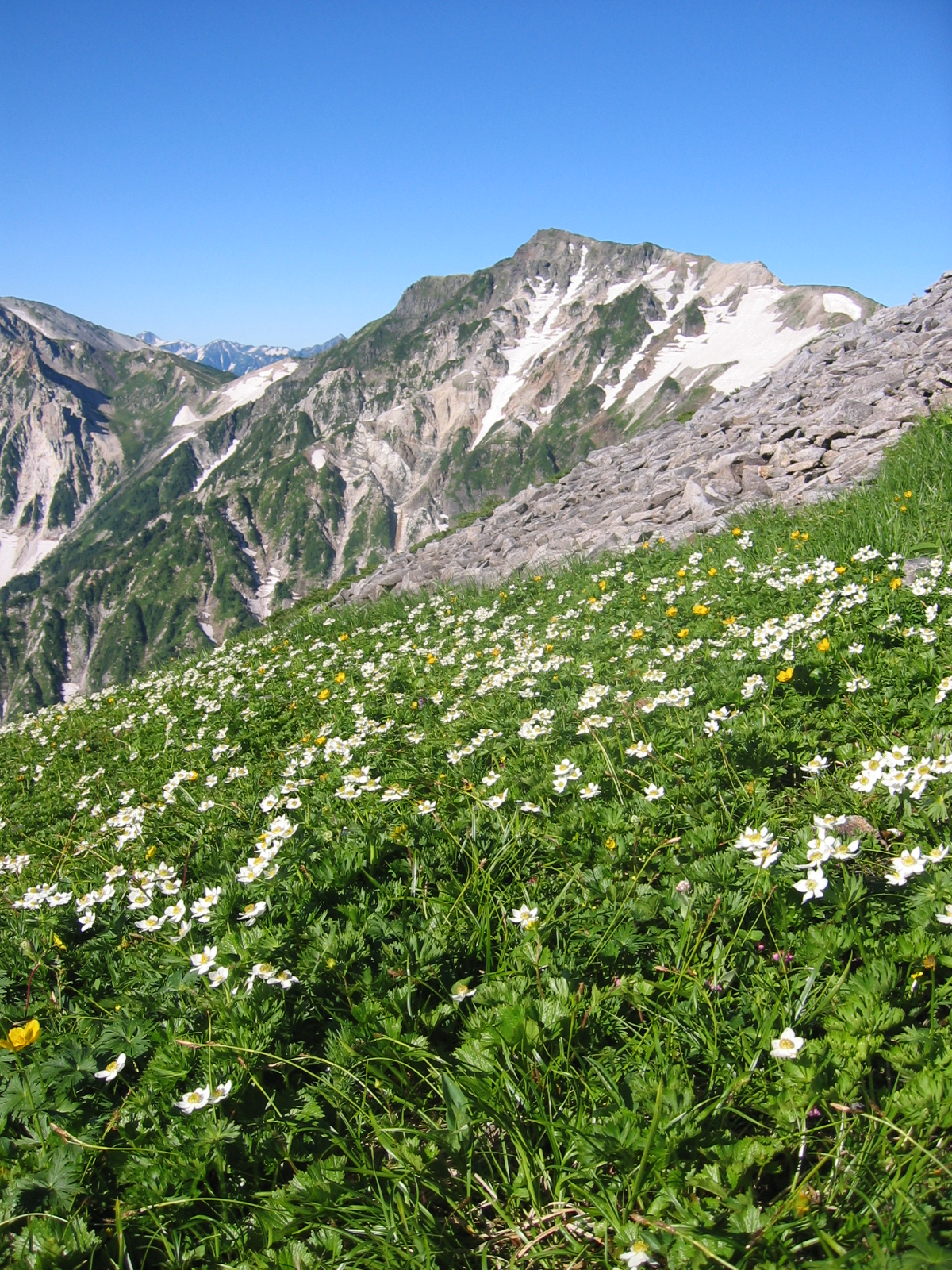
白馬岳のお花畑

飛驒山脈は、赤石山脈に比べて浸食が進んでおり、急峻（きゅうしゅん）な山容の山が多い。そのことは、岩盤が露出して土壌の発達が悪く、植物相が貧弱であるということも意味する。ただし、白馬岳周辺・三俣蓮華岳・北ノ俣岳・双六岳・蝶ヶ岳など比較的なだらかな山容の山では、非常に規模の大きな高山植物の花畑が見られる。特に、積雪量の違いから、赤石山脈には乏しい湿性の花畑が飛驒山脈では豊富である。
南部と北部では積雪量に相当の差があり、比較的雪の少ない南部では亜高山帯針葉樹林がよく発達しているが、日本海に近い北部の白馬岳付近は大量の降雪のため、亜高山帯針葉樹林は貧弱である。代わりに、低木化したミズナラ（ミヤマナラ）やダケカンバなどの偽高山帯と呼ばれる植生が見られる。森林限界は、南部では2,400-2,500m程度だが、北部では積雪のため森林限界が大幅に下がっている地域もある。その森林限界では、ハイマツが見られる。
|                                   |                  |          |          |
| シナノキンバイ の群生地（笠ヶ岳） | コマクサ（燕岳） | ハイマツ | ミズナラ |

## 主な山岳
| 雪倉岳▲ 朝日岳▲ 白馬岳 ▲鑓ヶ岳 ▲唐松岳 ▲五竜岳 ▲鹿島槍ヶ岳 ▲爺ヶ岳 針ノ木岳 ▲ 蓮華岳 ▲烏帽子岳 剱岳▲ 立山 ▲別山 奥大日岳▲ 僧ヶ岳▲ 毛勝山▲ 薬師岳▲ 鍬崎山▲ 犬ヶ岳▲ 穂高岳 ▲常念岳 ▲蝶ヶ岳 黒部五郎岳▲ 笠ヶ岳▲ 奥丸山▲ 三俣蓮華岳 ▲鷲羽岳 赤牛岳▲ 水晶岳▲ 双六岳▲ 槍ヶ岳 ▲大天井岳 ▲燕岳 ▲有明山 ▲乗鞍岳 ▲十石山 ▲野口五郎岳 焼岳▲ 霞沢岳 鉢盛山▲ 弓折岳▲ 餓鬼岳 安房峠● 野麦峠● 上高地 親不知 日本海 雲ノ平 仁 科 三 湖 高瀬ダム 黒部ダム 奈川渡ダム 有峰ダム 大正池 |
| 飛騨山脈の地形図。 ※表示環境によっては文字がずれることがあります。 |

### 主稜線
- 蓮華岳 - 北葛岳 - 船窪岳 - 不動岳 - 南沢岳 - 烏帽子岳
- 三ツ岳 - 野口五郎岳 - 真砂岳 - ワリモ岳 - 鷲羽岳 (日本百名山)
- 三俣蓮華岳 - 丸山 - 双六岳 - 樅沢岳 - 槍ヶ岳 (日本百名山)
- 大喰岳 - 中岳 - 南岳-大キレット
- 穂高連峰 - 最高峰(奥穂高岳) (日本百名山) - ジャンダルム - 間ノ岳
- 焼岳 (日本百名山)
- アカンダナ山
- 乗鞍岳 (日本百名山)
- 硫黄岳(硫黄尾根)

### 立山連峰
- 僧ヶ岳 - 毛勝山 - 剱岳 (日本百名山)
- 大日岳 - 奥大日岳 - 別山
- 雄山 (日本三名山) - 浄土山 - 五色ヶ原
- 薬師岳 (日本百名山) - 北ノ俣岳 - 黒部五郎岳 (日本百名山)

### 後立山連峰
- 親不知 - 白鳥山 - 犬ヶ岳 - 朝日岳 - 雪倉岳 - 鉢ヶ岳
- 白馬乗鞍岳 - 小蓮華山
- 白馬岳 (日本百名山) - 杓子岳 - 鑓ヶ岳
- 唐松岳 - 白岳 - 五竜岳 (日本百名山) - 鹿島槍ヶ岳 (日本百名山)
- 爺ヶ岳 - 鳴沢岳 - 赤沢岳 - スバリ岳 - 針ノ木岳 - 針ノ木峠
- 初雪山

### 黒部川源流部
- 赤牛岳- 水晶岳 (日本百名山) - 祖父岳 - 雲ノ平

### 常念山脈
- 唐沢岳 - 餓鬼岳 - 有明山
- 燕岳 - 大天井岳 - 東天井岳 - 横通岳 - 常念岳 (日本百名山)
- 蝶ヶ岳 - 大滝山 - 六百山 - 霞沢岳

### 岐阜県側
- 弓折岳 - 抜戸岳 - 笠ヶ岳 (日本百名山) - 錫杖岳
- 奥丸山
- 寺地山

乗鞍岳から南への延長線上にある御嶽山までを含める説もあるが、一般には御嶽山は含めない。
国土地理院の日本の主な山岳標高の一覧では、鎌ヶ峰までが「飛驒山脈南部」とされ、御嶽山は「御嶽山とその周辺」と記されている。（御嶽山系）

## 飛驒山脈の風景

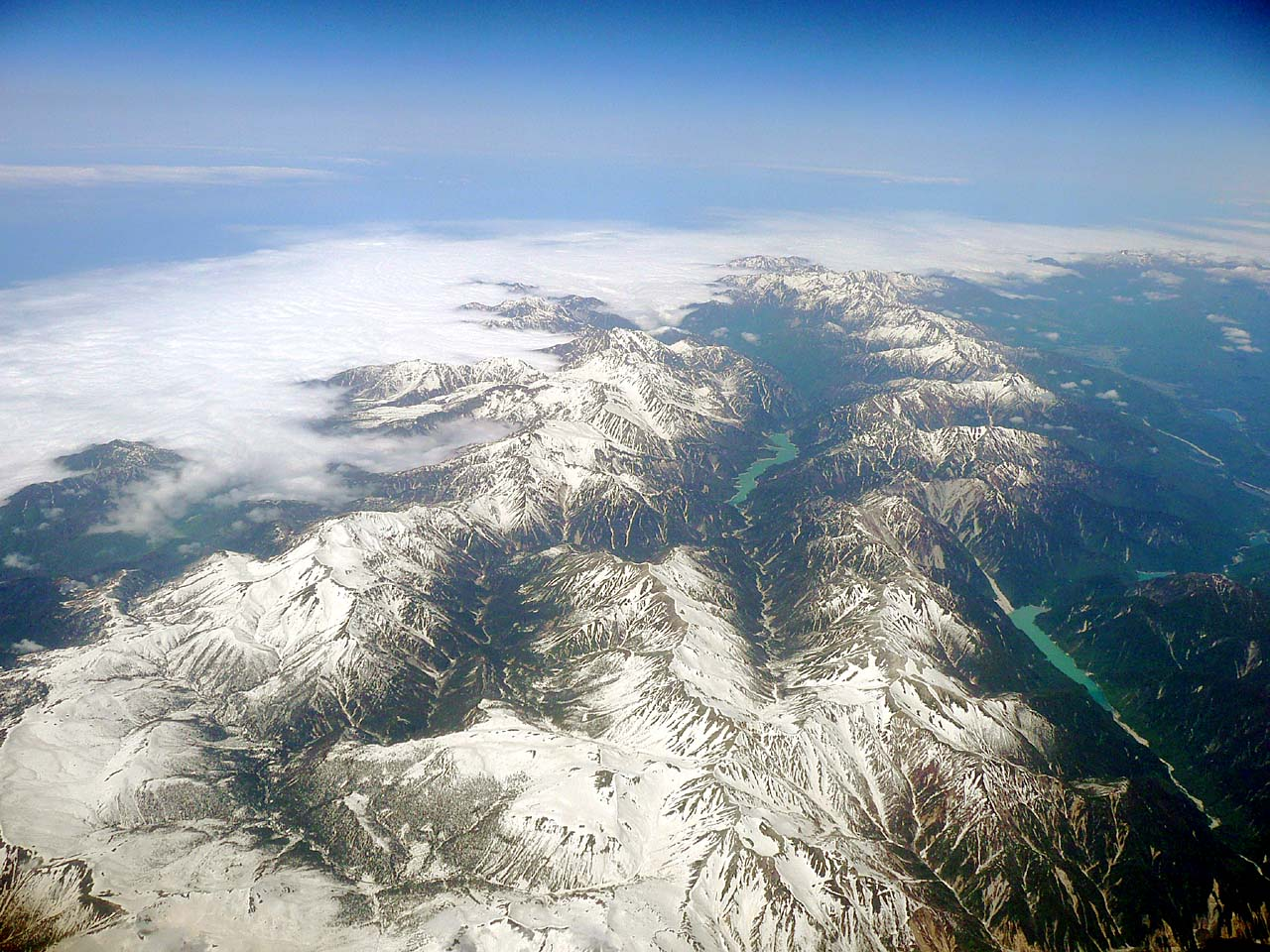
飛騨山脈
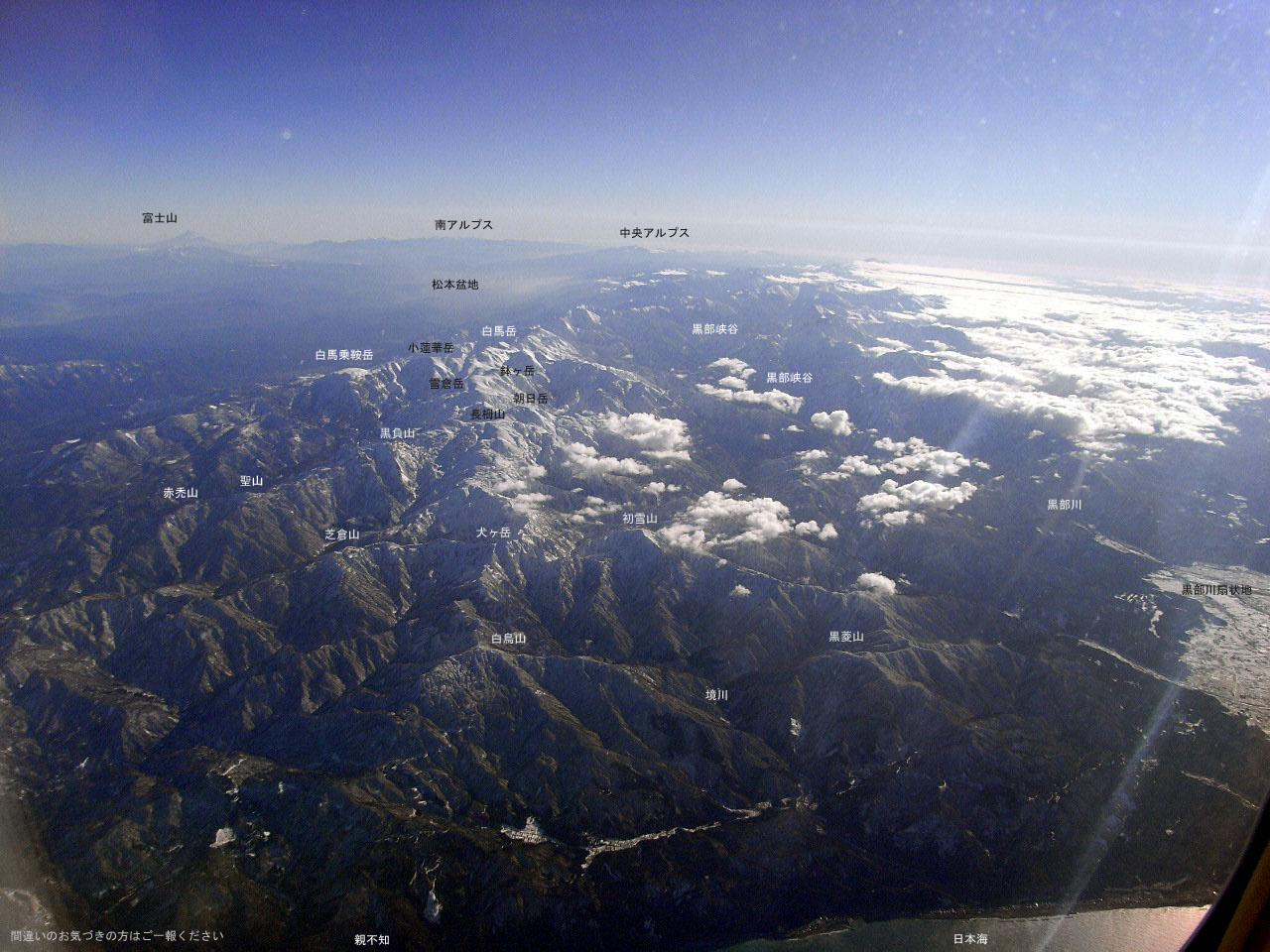
親不知上空より 後立山連峰(栂海新道)
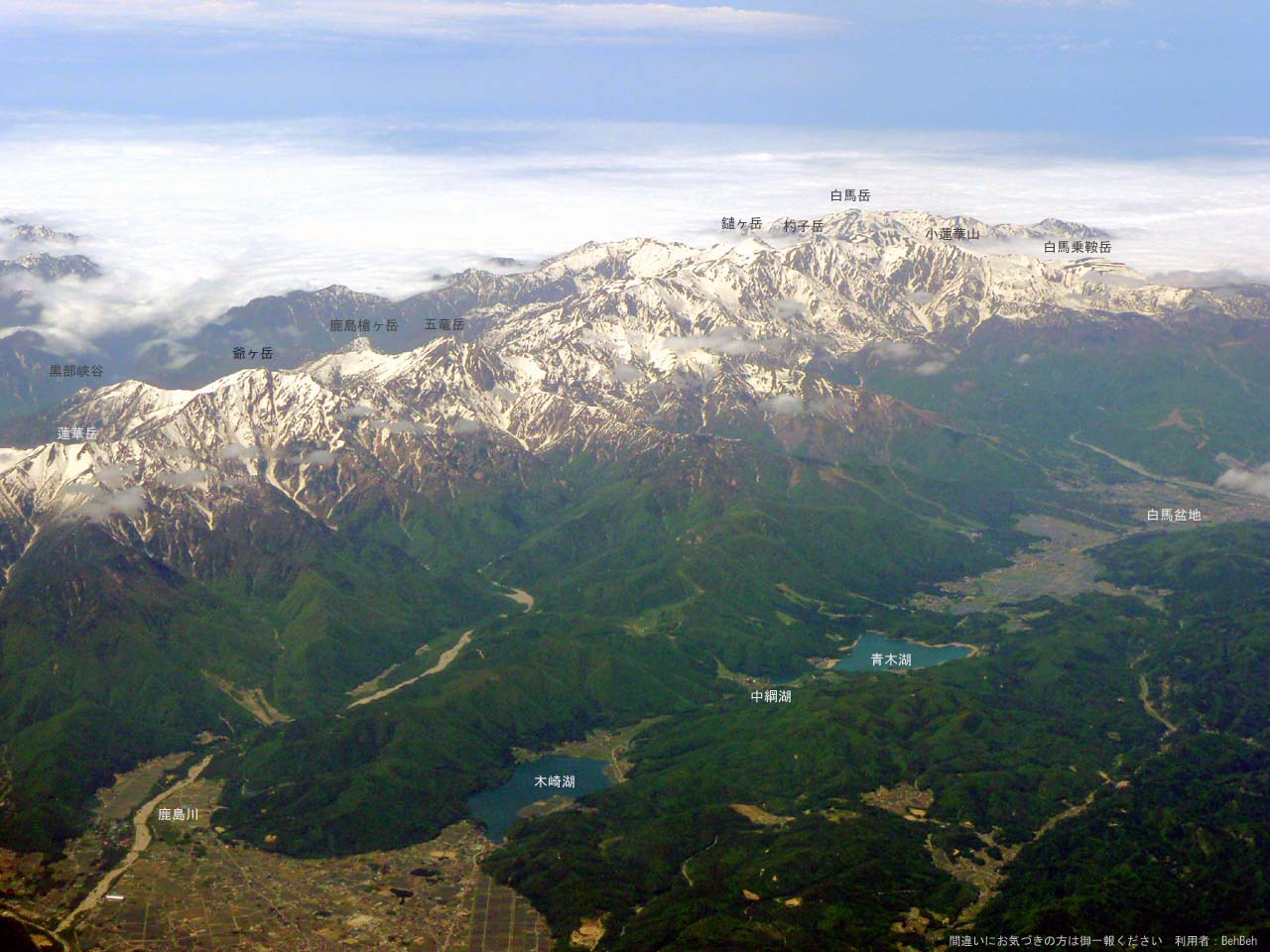
大町市上空より 後立山連峰と仁科三湖
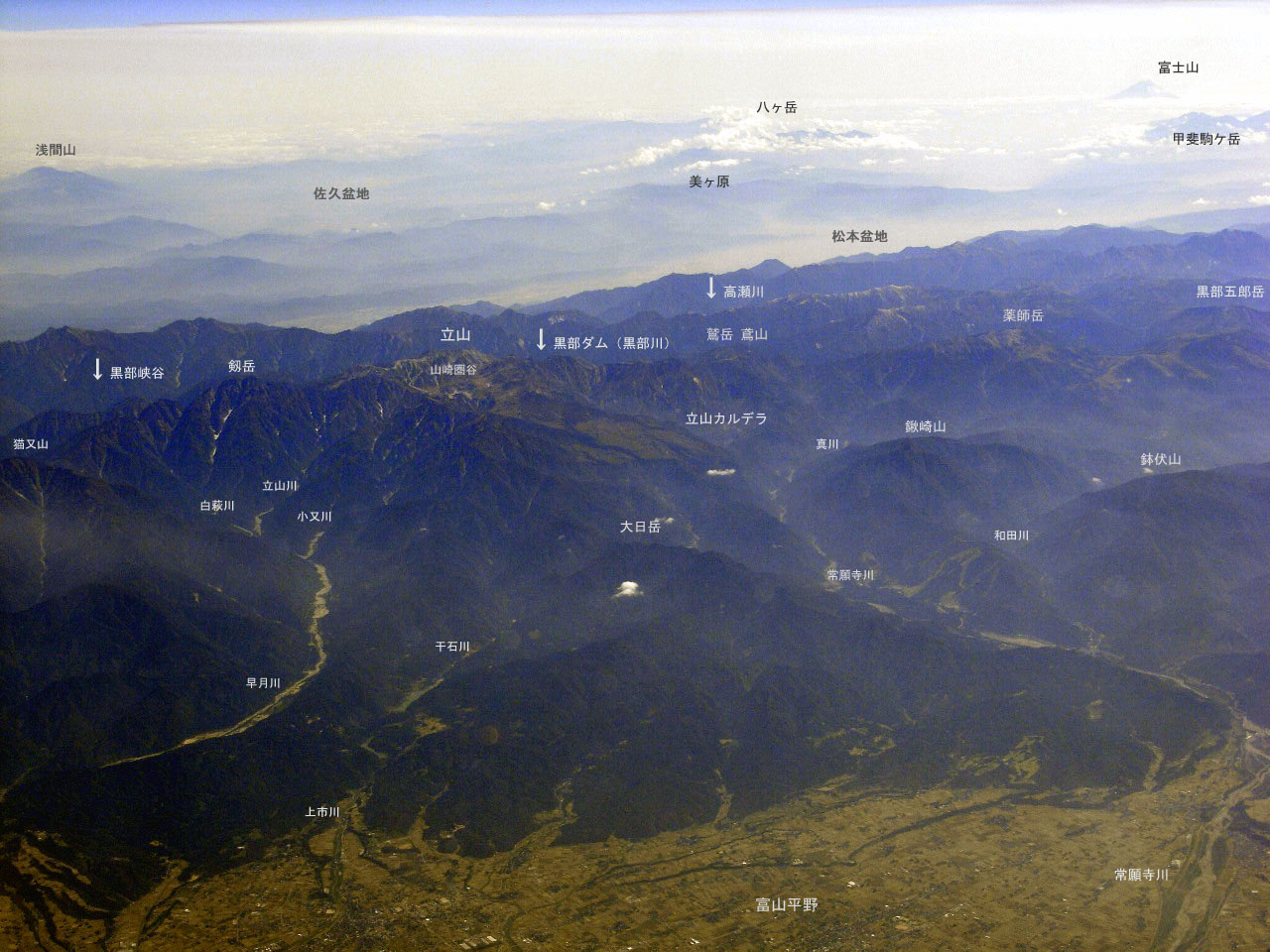
富山平野上空より 立山連峰
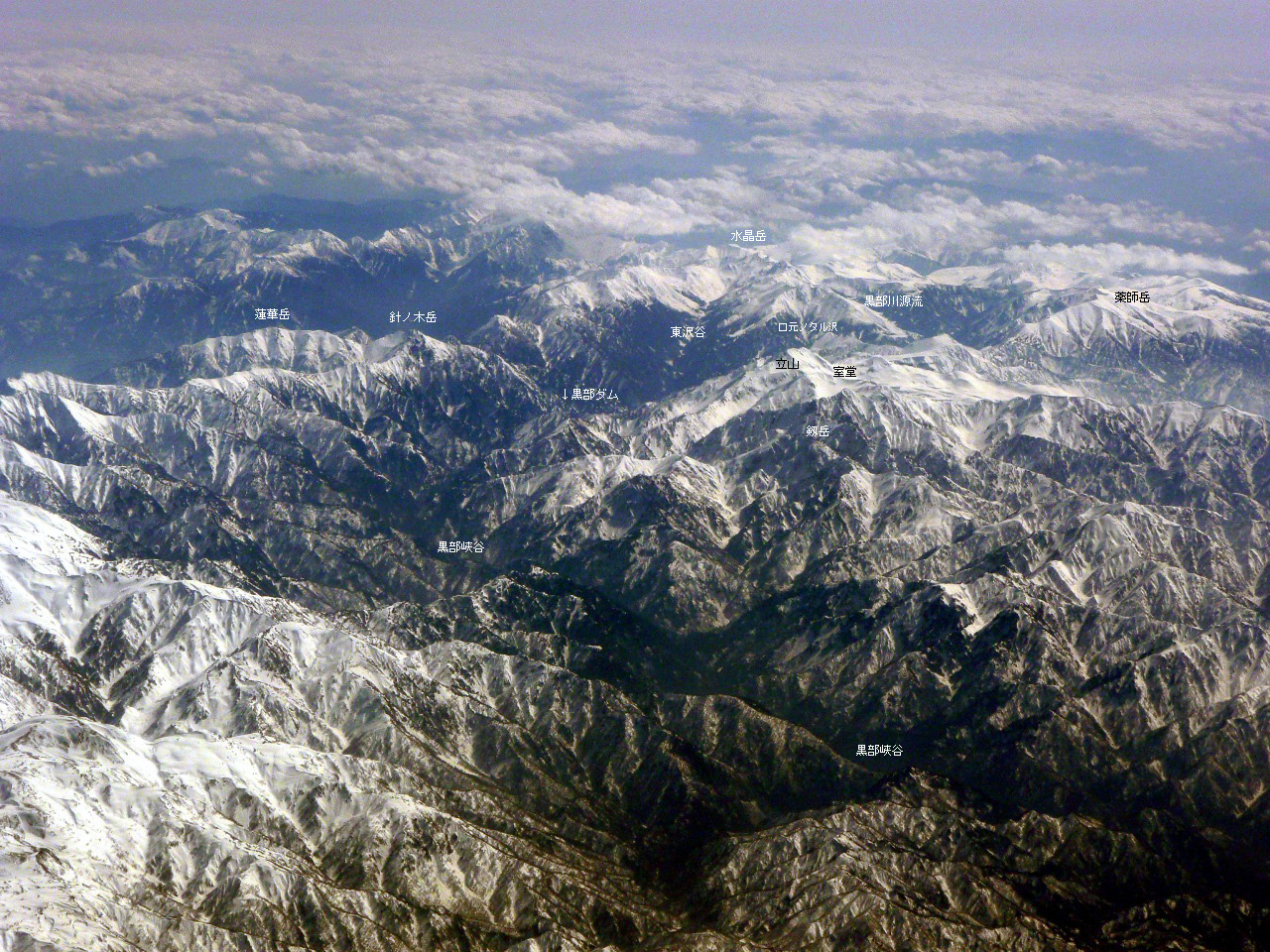
黒部川上空より 立山連峰、後立山連峰(左)
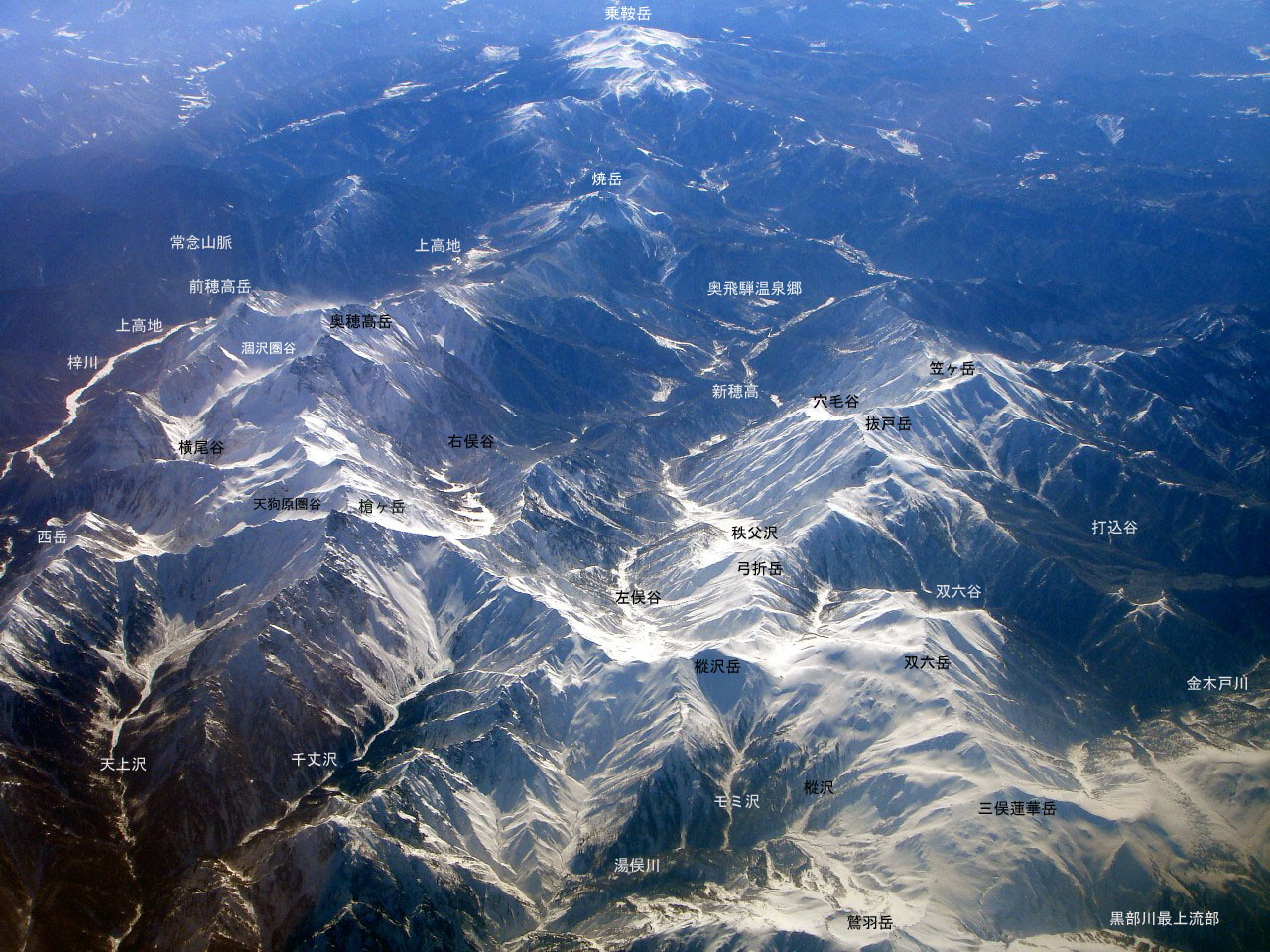
黒部川最上流部上空より 飛騨山脈南部
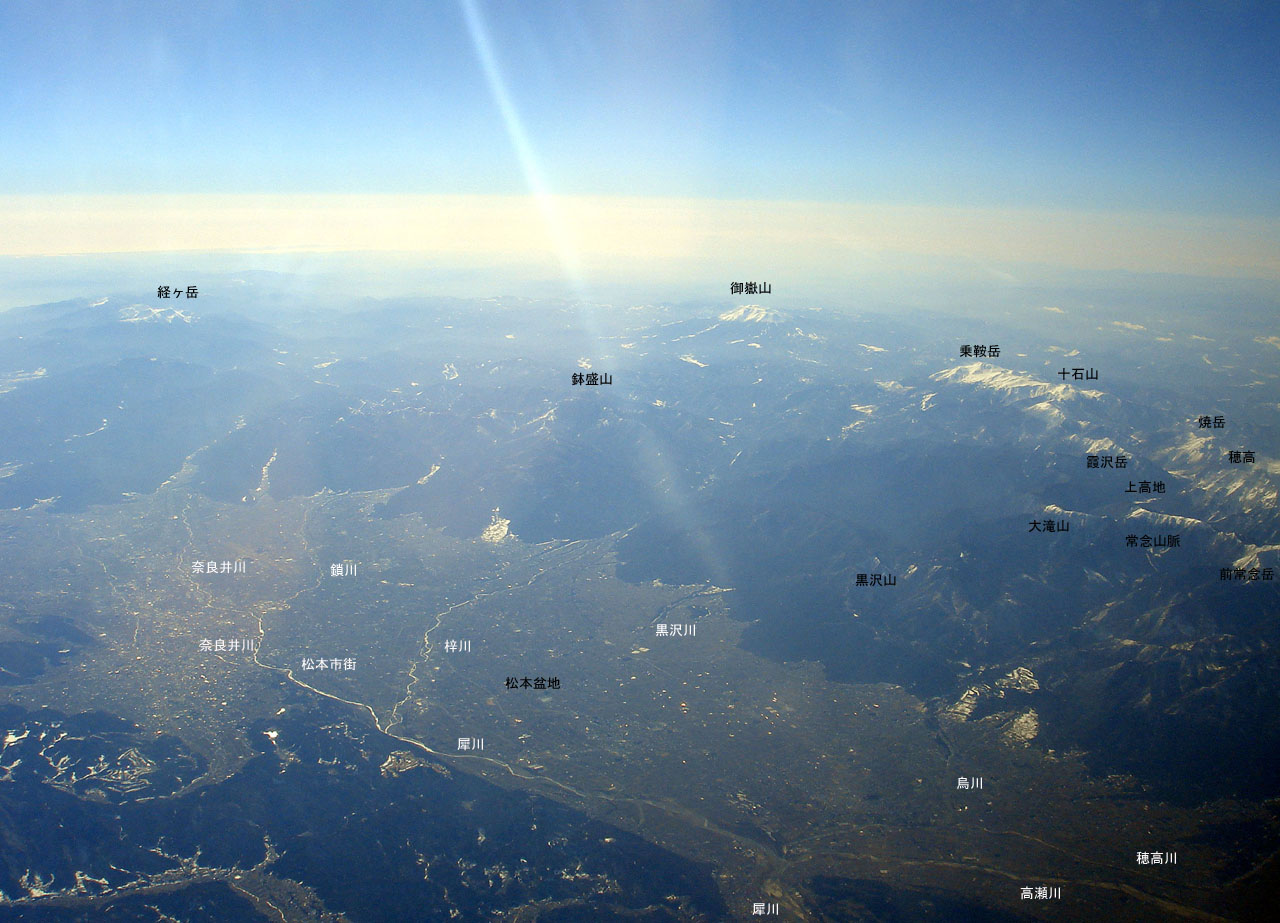
豊科上空より 飛騨山脈南部と松本盆地
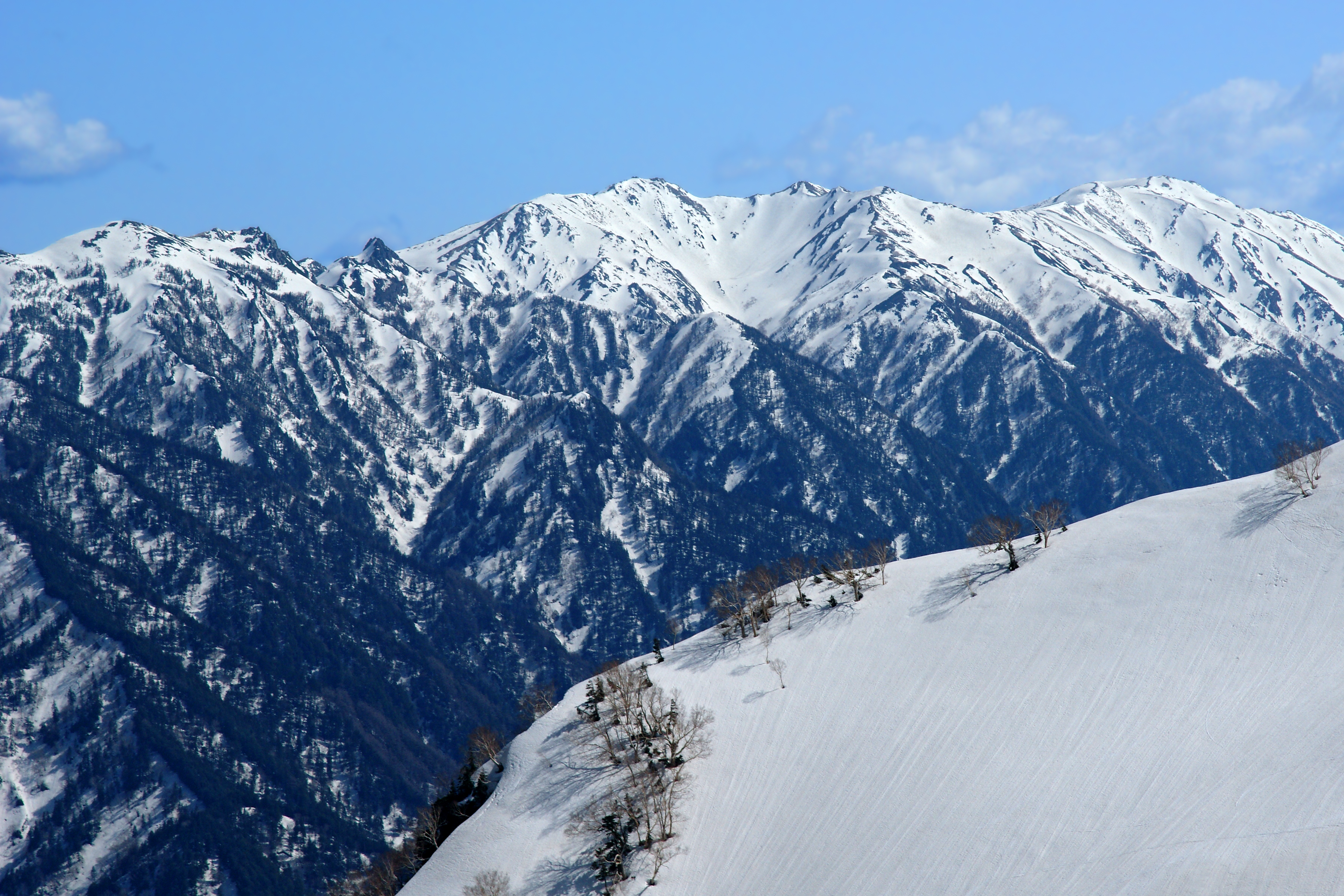
大観峰より 不動岳と南沢岳
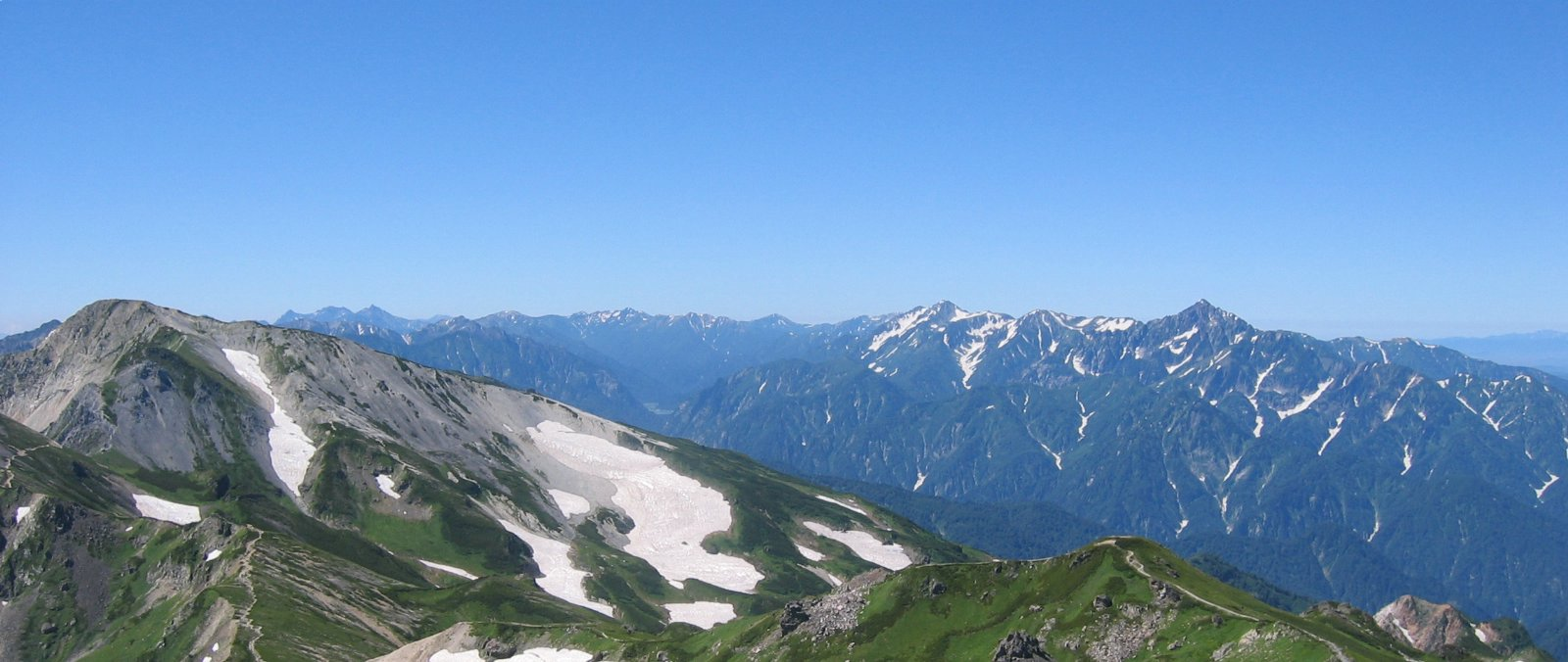
白馬岳より 主稜線から立山連峰
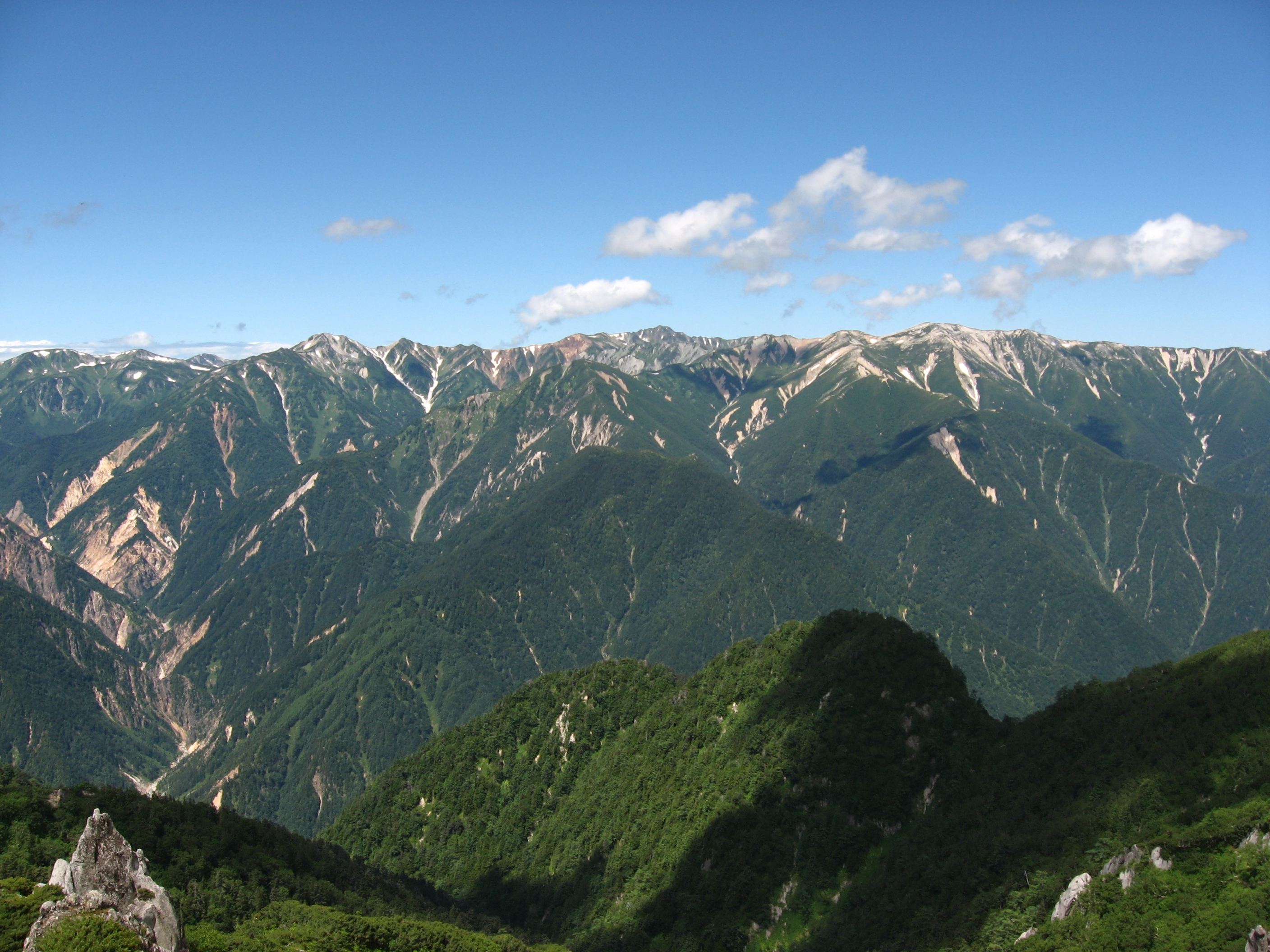
燕山荘より 裏銀座
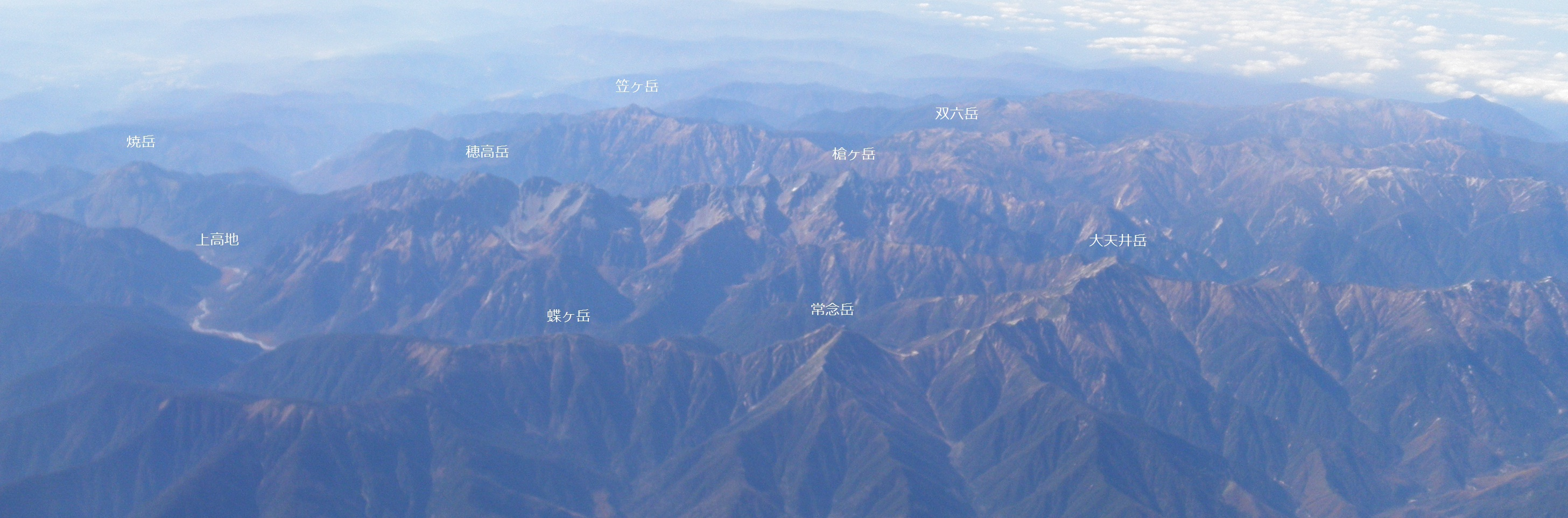
飛騨山脈空撮
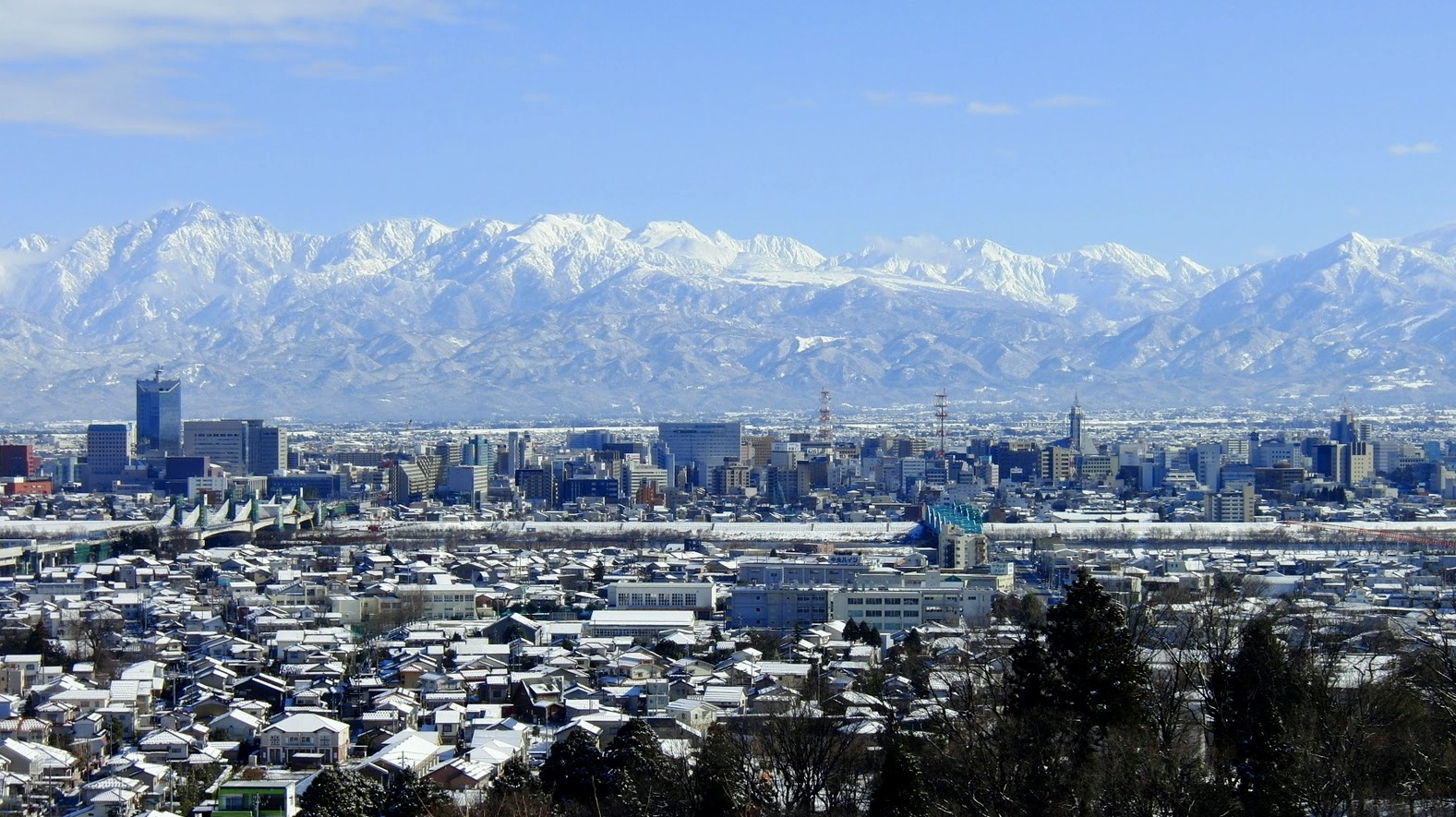
呉羽山より立山連峰
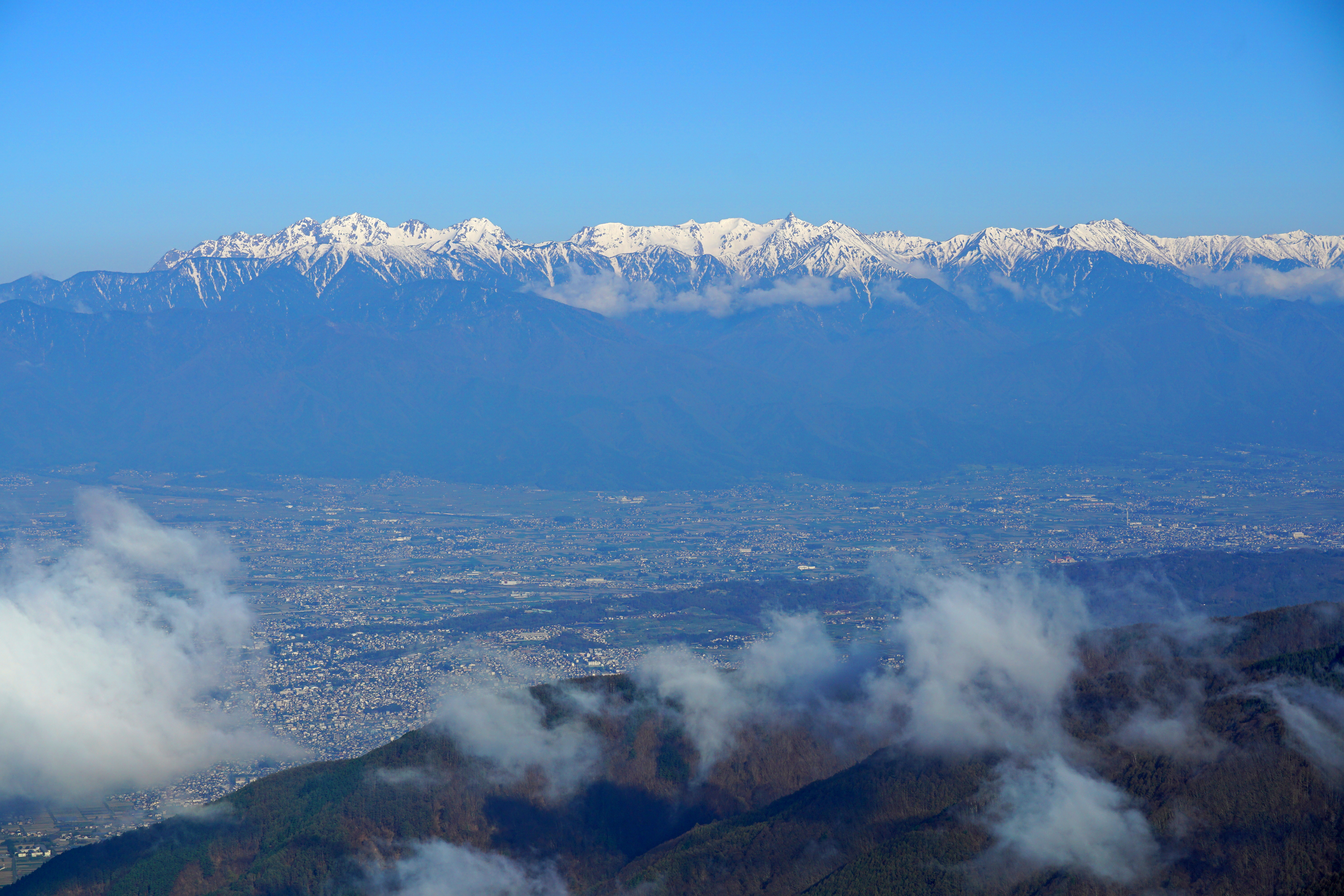
美ヶ原高原より飛騨山脈